# 勒茲戰役
勒茲战役发生于1691年9月18日，大同盟战争期间著名的騎兵戰。法國盧森堡公爵率領的法軍以少勝多，大敗聯軍。
盧森堡公爵在圖爾奈附近偵察，得知聯軍主力正在撤退，在勒茲留下後備部隊。盧森堡立即採取行動，毫無徵兆地以騎兵衝鋒襲擊了敵軍。儘管聯軍在數量上佔盡優勢，但由於機動空間有限，無法有效部署，最終大敗。